# Mutant
Mutant je novi pojedinačni organizam ili točnije nova genetska osobina već postoječeg organizma koja je posljedica mutacije. Riječ je o iznenadnoj strukturalnoj promjeni DNK gena ili kromosoma organizma koja rezultira stvaranjem nove osobine ili značajke koja se ne može pronaći kod izvornog uzorka.

## Osnovno o mutaciji
U organizmima ili kod pojedinačnog organizma, nove osobine ili značajke mogu ali i ne moraju biti nevažne, ponekad mogu biti korisne, ali najčešće uzrokuju genetske poremećaje ili uopće nemaju ikakav fenotipski učinak. Prirodno pojavljivanje genetskih mutacija sastavni je dio procesa evolucije.
Razvojne abnormalnosti urokovane genetskom promijenom često se označavaju kao mutacije od strane laika. Razlika između razvojnih abnormalnosti i mutacije je u tome što mutacije nisu nasljedne, jer je DNK nepromijenjena. Abnormalnosti koje su izazvane promjenom DNK obuhvaćaju dodatne udove, neobično povećanu dlakavost tijela (uključujući i područje čitavog lica pa i dlanova i tabana), savitljivost zglobova pod neprirodnim kutom, "elastičnost" kože i sl. Ovi poremečaji se pojavljuju kad se genetski normalan embrij razvije abnormalno.
Povremeno, tjelesna stanica kod zdravog organizma može biti zahvaćena mutacijom koja je uzrokovana genetskom pogreškom do koje dolazi tijekom rutinske stanične podjele. Ovo je također poznato kao "somatska mutacija". Takva pogreška može izazvati rak tkiva.
Životinje s vidljivim mutacijama često se tretiraju kao objekti povećanog interesa. To uključuje rijetke plave jastoge, albino primjerke različitih vrsta ( i sl. Podjednako neobične ljudske mutacije također se povremeno pojavljuju. 

## Pogledaj također
- Mutacija
- Genom
- Fiziologija čovjeka
- Anatomija životinja
- Albinizam

## Vanjske poveznice
- The University of Utah - odgovori na osnovna pitanja o mutacijama  Arhivirana inačica izvorne stranice od 8. lipnja 2015. (Wayback Machine) stranica na engleskom
- Info o mutacijama stranica na engleskom